# ريم السعيدي
ريم السعيدي (21 يونيو 1986) عارضة ازياء تونسية

## حياتها
ولدت لعائلة مسلمة، إنتقلت للإقامة في ميلانو عام 2008 ، ودرست أيضًا علوم الاقتصاد والرياضيات بدوام جزئي.
درست في المعهد الثانوي في ولكن حلم عرض الأزياء ظل يراودها لكونها تتمتع بمواصفات العارضة، وشاركت في عدة مسابقات وفازت بها 

## مشوارها المهني
تم اختيارها لتمثيل تونس في مسابقة International Elite Model Look، فتدربت على المشي.
انطلاقتها الفعلية كانت عام 2006 عندما شاركت ببرنامج تلفزيون الواقع ميشن فاشن على شاشة المؤسسة اللبنانية للإرسال ووصلت للمرحلة النهائية لتحصد لقب أفضل عارضة " قدمت بعدها عروضا للمصمم إيلي صعب في بيروت لمدة عامين فتحت أمامها أبواب العالمية، فوقعت مع إحدى وكالات الأزياء في باريس، وعرضت على المنصات العالمية من لندن إلى ميلان وباريس ونيويورك وألمانيا وميامي
عام 2013 احتلت المرتبة الثامنة في قائمة أجمل 50 امرأة في العالم بسحب ما ورد في موقع "ورد اكتيالتي
عام 2019 اختيرت عضو في لجنة تحكيم برنامج Fashion Star الذي عرض على تلفزيون دبي 

### حياتها الأسرية
في 16 يوليو 2017 ، تزوجت من الإعلامي اللبناني وسام بريدي مدنيا في ميلانو بعد تعارفهما في الموسم الرابع من النسخة العربية من المسلسل التلفزيوني الواقع «رقص النجوم» في عام 2016. في 8 سبتمبر 2018 أنجبت ابنتها الأولى «بيلا ماريا»  وفي 16 يناير 2020 رزقت بابنتها الثانية «آيا صوفيا»

## وصلات خارجية
- ريم السعيدي على موقع IMDb (الإنجليزية)